# Movers and Shakers
Pour plus de détails, voir Fiche technique et Distribution.
Movers and Shakers est un film américain réalisé par William Asher, sorti en 1985.

## Fiche technique
- Titre : Movers and Shakers
- Réalisation : William Asher
- Scénario : Charles Grodin
- Production : William Asher, Richard Carrothers, Charles Grodin et Dennis Hennessy
- Musique : Ken Welch et Mitzie Welch
- Photographie : Robbie Greenberg
- Montage : Tom Benko
- Pays d'origine : États-Unis
- Format : Couleurs - 1,85:1 - Stéréo
- Genre : Comédie
- Durée : 80 minutes
- Date de sortie : 1985

## Distribution
- Walter Matthau : Joe Mulholland
- Charles Grodin : Herb Derman
- Vincent Gardenia : Saul Gritz
- Tyne Daly : Nancy Derman
- Bill Macy : Sid Spokane
- Gilda Radner : Livia Machado
- Earl Boen : Marshall
- Michael Lerner : Arnie
- Joe Mantell : Larry
- William Prince : Louis Martin
- Judah Katz : Freddie
- Peter Marc Jacobson : Robin
- Sam Anderson : Ray Berg
- Frances Bay : Betty Gritz
- Steve Martin : Fabio Longio
- Penny Marshall : Reva
- Luana Anders : Violette
- Nita Talbot : Dorothy